# اريك دونكان
اريك دونكان (بالإنجليزية: Eric Duncan)‏ هو لاعب كرة قاعدة أمريكي، ولد في 7 ديسمبر 1984 في فلورهام بارك في الولايات المتحدة.

## وصلات خارجية
- اريك دونكان على موقع دوري كرة القاعدة الرئيسي (الإنجليزية)
- اريك دونكان على موقعبيزبول رفرنس.كوم (الدوري الثانوي) (الإنجليزية)